# Esenbeckia notabilis
Esenbeckia notabilis är en tvåvingeart som först beskrevs av Walker 1850.  Esenbeckia notabilis ingår i släktet Esenbeckia och familjen bromsar. Inga underarter finns listade i Catalogue of Life.